# Herdern (Turgowia)
Herdern – miejscowość i gmina (Politische Gemeinde) w północno-wschodniej Szwajcarii, w kantonie Turgowia, w okręgu (Bezirk) Frauenfeld.

## Demografia
W Herdern mieszka 1 111 osób. W 2021 roku 12,1% populacji gminy stanowiły osoby urodzone poza Szwajcarią. 